# Belmonte (Porto)
São João de Belmonte é uma antiga freguesia portuguesa do concelho do Porto, criada em 1583 pelo bispo Marcos de Betânia, e que em 1592 foi suprimida, dividida pelas freguesias da Vitória (Porto) e São Nicolau (Porto).